# Borah Bergman

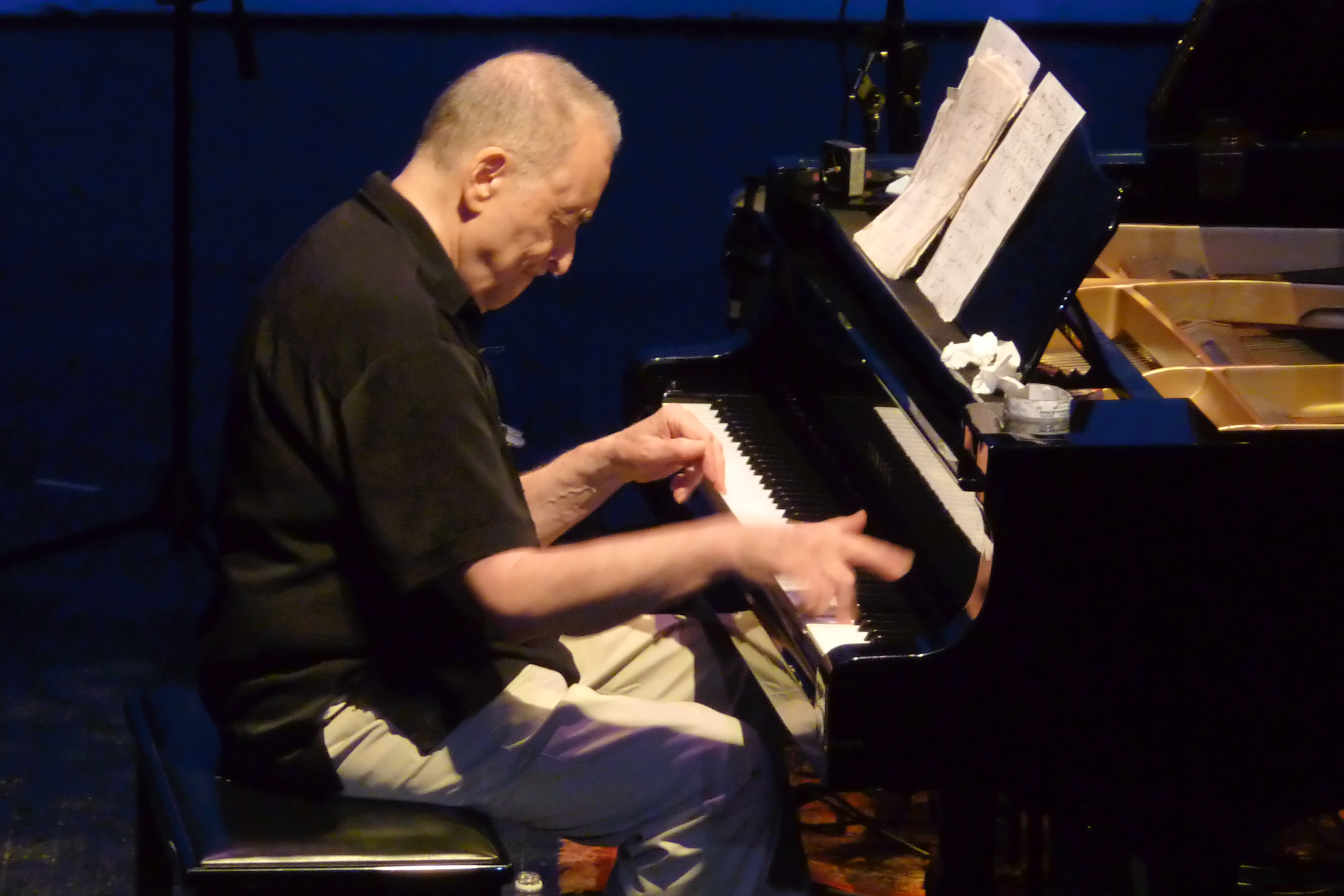
Borah Bergman beim Vision Festival 2010

Borah Bergman (* 13. Dezember 1933 in Brooklyn, New York City; † 18. Oktober 2012 in New York City) war ein US-amerikanischer Jazzpianist. Neben Cecil Taylor wurde er Wolf Kampmann zufolge in den 1980er Jahren „zur zweiten tragenden Säule des amerikanischen Free-Jazz-Pianos.“

## Leben und Wirken
Bergman, der aus einer musikalischen Familie stammt, spielte als Kind Klarinette. Nach Ableistung des Wehrdienstes studierte er Englisch und Musik an der New York University, um dann als Lehrer zu arbeiten. Obwohl er erst mit etwa 20 Jahren mit dem Klavierspiel begann, wurde er ein Jazzpianist von außergewöhnlichen technischen und improvisatorischen Fähigkeiten. Bereits 1954 trat er gelegentlich öffentlich auf. Nach intensivem Training, insbesondere der linken Hand, veröffentlichte er zwischen 1975 und 1985 vier Soloalben, zunächst zwei bei Chiaroscuro, dann zwei beim Label Soul Note. Er entwickelte mit einer Gleichberechtigung beider Hände und dem Überkreuzspiel seinen Personalstil.
Ab 1992 nahm Bergman Alben im Duo mit Altsaxophonisten Thomas Chapin, dem Schlagzeuger Andrew Cyrille und dem Sopransaxophonisten Evan Parker auf. Später arbeitete er in Trioformationen mit Roscoe Mitchell und Thomas Buckner, mit Peter Brötzmann und Thomas Borgmann sowie mit Peter Brötzmann und Andrew Cyrille. 
Bergman zählte Lennie Tristano, Thelonious Monk und Bud Powell zu seinen Einflüssen.

## Diskographische Hinweise
- Burst of Joy (1976) solo
- A New Frontier (Soul Note, 1983) solo
- Upside Down Visions (1984) solo
- The Fire Tale (Soul Note, 1990) mit Evan Parker
- The Human Factor (Soul Note, 1992) mit Andrew Cyrille
- First Meeting (Knitting Factory, 1994) mit Roscoe Mitchell und Thomas Buckner
- The Italian Concert mit Roscoe Mitchell, 1994–95
- Reflections on Ornette Coleman and the Stone House (Soul Note, 1995) mit Hamid Drake
- Ride Into the Blue mit Thomas Borgmann und Peter Brötzmann (Konnex Records, 1995)
- Eight by Three (Mixtery, 1996) mit Anthony Braxton, Peter Brötzmann
- Blue Zoo mit Thomas Borgmann und Peter Brötzmann (Konnex Records, 1996)
- Exhilaration (Soul Note, 1997) mit Peter Brötzmann, Andrew Cyrille
- New Organization (Soul Note, 1999) mit Oliver Lake
- Toronto 1997 (Boxholder, 1997) mit Thomas Chapin
- The River of Sounds (Boxholder, 2001) mit Conny Bauer, Mat Maneri
- The Double Idea (Boxholder, 2002) solo
- Meditations for Piano (Tzadik, 2003) solo
- Borah Bergman/Kidd Jordan/William Parker/Michael Wimberly: Vita Brevis (2014)
- Left (Not Two, 2018), mit Peter Brötzmann, Frode Gjerstad
- Borah Bergman/Frode Gjerstad  NY -95 (Circulasione Totale, ed. 2019)
- Quartets/Duos/Trios (2007, ed. 2020), mit Perry Robinson, Steve Swell,  Ray Sage

## Lexikalische Einträge
- Richard Cook: Jazz Encyclopedia London 2007; ISBN 978-0-14-102646-6
- Wolf Kampmann (Hrsg.), unter Mitarbeit von Ekkehard Jost: Reclams Jazzlexikon. Reclam, Stuttgart 2003, ISBN 3-15-010528-5.